# Andělé všedního dne (film)
Andělé všedního dne je český film režisérky Alice Nellis z roku 2014. Děj se odehrává během jediného dne, kdy tři andělé, Hachamel, Nith-Haiach a Jofaniel, zaučují nováčka - mladou andělku Ilmuth (Křenková).

## Obsazení
| Marián Labuda     | Hachamel       |
| Vladimír Javorský | Nith-Haiah     |
| Vojtěch Dyk       | Jofaniel       |
| Eliška Křenková   | Ilmuth         |
| Bolek Polívka     | Karel          |
| Zuzana Bydžovská  | Marie          |
| Klára Melíšková   | Ester          |
| Zuzana Kronerová  | Zdeňkova matka |
| Ondřej Sokol      | Filip          |
| Václav Neužil     | Zdeněk         |

## Výroba
Film se začal natáčet na konci srpna 2013.

## Ocenění
Bolek Polívka byl nominován na cenu za nejlepší herecký výkon na Cenách české filmové kritiky, ale nominaci neproměnil. Na cenách Český lev 2014 získal film čtyři nominace (nejlepší ženský herecký výkon v hlavní roli pro Kláru Melíškovou a ve vedlejší roli pro Zuzanu Bydžovskou, mužský herecký výkon v hlavní roli pro Bolka Polívku a nejlepší hudbu), žádnou ale neproměnil.